# DB-Baureihe Klv 11 / Klv 12
Der Kleinwagen Klv 11 / Klv 12 ist ein Nebenfahrzeug – Bahnmeisterei-Draisine – für Streckenbereisungszwecke und Instandhaltungsarbeiten an Bahnanlagen (z. B. Signal- und Fernmeldeanlagen). 
Die Klv 12 haben ein Dienstgewicht von 1500 kg und eine Nutzlast von 750 kg, wobei innerhalb der verschiedenen Bauserien Abweichungen von diesen Werten vorkommen; die Klv 11 sind allgemein etwa 200 kg schwerer.

## Entwicklung
Die ersten nach der Gründung der Deutschen Bundesbahn in größerer Stückzahl beschafften Motordraisinen waren die sogenannten Ämterdraisinen, offiziell als BetriebsAmts-Draisine (BA-Draisine) bezeichnet. Sie war ausschließlich für Bereisungsfahrten gedacht. Als Typenbezeichnung ist auf den Fabrikschildern GBA (Gleiskraftwagen fürs BetriebsAmt) zu finden. In dem 1956 eingeführten Klv-Baureihenschema (Kleinwagen mit Verbrennungsmotor) werden diese Fahrzeuge als Klv 11 bezeichnet und der Bauart 110 zugewiesen. 
Die erste Lieferung (Vorserie zu den später gebauten BA- und Bm-Draisinen) stammt aus dem Jahr 1953. Es wurden zeitgleich von drei Herstellern insgesamt 35 Fahrzeuge beschafft, wovon laut Draisinenkatalog nur noch 5 Stück erhalten geblieben sind. Die Fahrzeuge von FKF und Beilhack unterscheiden sich äußerlich nur in Details, während die Lieferungen von Alpers deutlich anders aussehen. 
Die auffälligsten optischen Unterschiede:
- Draisinenbau Dr. Alpers Hamburg: kleine Fenster in A-Säule
- FKF-Werke Fa. Schmitt (Frankfurter Kraftfahrzeug-Fabrik): zwei Lüfterreihen seitlich am Fahrzeugheck
- Firma Beilhack GmbH, Rosenheim: eine Lüfterreihe seitlich am Fahrzeugheck

In den Jahren 1953 bis 1962 wurde in großer Stückzahl (696) der Klv 12 (als Typ D3 oder auch Bauart 120 bezeichnet) für Bahnmeistereien (Bm) geordert, diese wurden als Bahnmeister-Draisinen (Bm-Draisine) bezeichnet. Äußerliches Merkmal sind zwei Seitentüren und eine Hecktür zum Laderaum. Die Draisinen wurden als Klv 12-4301 bis Klv 12-4999 bezeichnet.
In den Jahren 1958 bis 1961 wurden insgesamt 79 weitere Betriebsamts-Draisinen, der KLV 11 (BA-Draisine, als Typ GBA 2 oder auch Bauart 110 bezeichnet) geordert, die sich allerdings von der ersten Lieferung von 1953 sehr unterschieden. Äußerliches Merkmal sind vier Seitentüren.
Die Deutsche Bundesbahn orderte im Jahr 1954/1955 weitere 30 Betriebsamts-Draisinen, die allerdings mit einer VW-Bus-Karosserie ausgestattet wurden, diese erhielten die Bezeichnung Klv 20.

## Hersteller

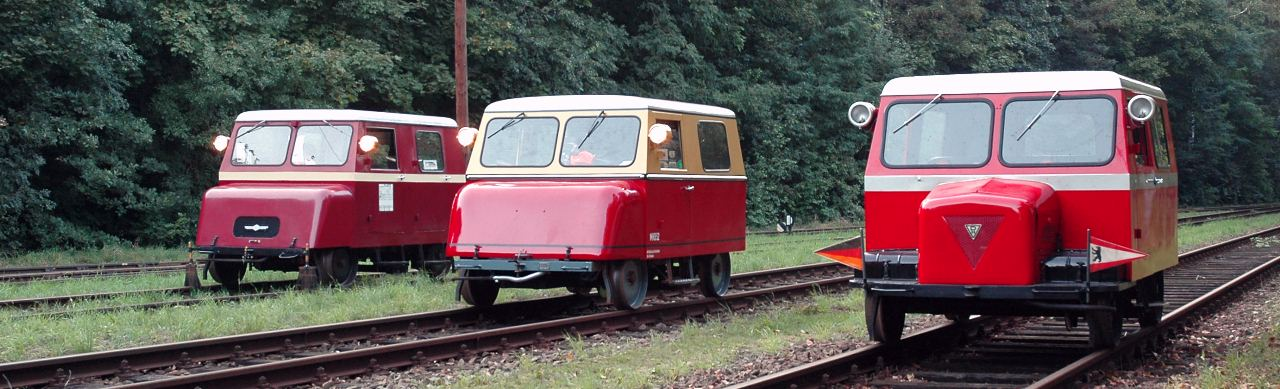
Museal erhaltene Klv 11-4172 (FKF), Klv 12-4990 (Beilhack), Klv 12-4341 (DH Alpers) im Jahr 2011

Die Klv wurden in mehreren Baulosen von verschiedenen Herstellern geliefert:
- Martin Beilhack Rosenheim, Draisinenbau Hamburg Dr. Alpers
- Frankfurter Karosserie-Fabrik Friedrich Schmitt (FKF)
- Industriewerke Karlsruhe (IWK)
- Sollinger Hütte (SH).

Äußerlich waren die verschiedenen Serien im Wesentlichen baugleich, sie unterschieden sich auf den ersten Blick nur durch die verschiedenen Formen der Motorhauben.

## Antrieb
Die Klv 11/12 sind mit dem luftgekühlten VW-Industriemotor mit 28 PS ausgerüstet, der dem Motor des VW-Käfers ähnelt. Die Kraftübertragung erfolgt über Kupplung und Schaltgetriebe aus dem Automobilbau, es sind vier Vorwärtsgänge und ein Rückwärtsgang vorhanden. Die Höchstgeschwindigkeit beträgt 70 km/h, bei Rückwärtsfahrt 16 km/h. Die Klv 11 verfügen über ein zusätzliches Wendegetriebe, so dass hier vorwärts und rückwärts dieselbe Geschwindigkeit erreicht werden kann.

## Hebe- und Drehvorrichtung

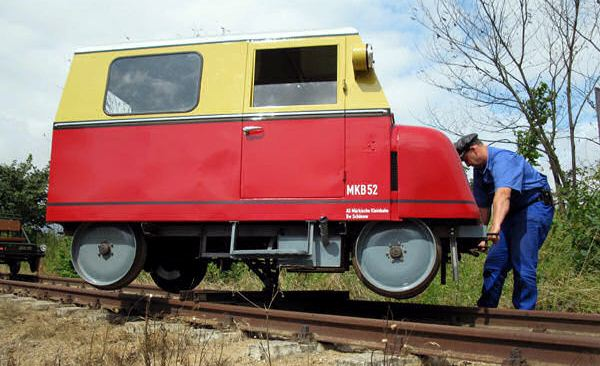
Drehen der Motordraisine Bauart Klv 12

Die Klv 11/12 sind mit einer mechanischen Hebe- und Drehvorrichtung ausgerüstet. Sie besteht aus einem mittig unter dem Fahrzeug befindlichen Stahlprofilgestell, das mittels Handkurbel vom hinteren Fahrzeugende aus abgesenkt werden kann und sich dann auf den Schienen abstützt. Das Fahrzeug wird dadurch im Bereich seines Schwerpunktes unterstützt, so dass eine Person ausreicht, um es in die andere Fahrtrichtung zu drehen oder auch rechtwinklig zum Gleis auszusetzen.

## Aufbau
Die Karosserie wurde auf einen Profilrahmen gesetzt. 
- Klv 11: Es sind vier seitliche Türen vorhanden, im Innenraum befinden sich vorn zwei Sitze und ein Notsitz, hinten eine Sitzbank.
- Klv 12: Es sind zwei seitliche und eine hintere Tür vorhanden, vorn ist eine Sitzbank und im hinteren Fahrzeugteil gibt es längs angeordnete Klappbänke.

## Einsatz
Die Motordraisinen waren ideal für Kontroll- und kleinere Reparaturarbeiten (beispielsweise an Signalanlagen, Fernmeldeeinrichtungen und Bahnübergängen).
Mit dem Klv 12 konnten (einschließlich Fahrer) insgesamt sieben Personen befördert oder (einschließlich Gewicht des Fahrers) insgesamt 750 kg Nutzlast (Material, Werkzeuge) mitgenommen und direkt an die Baustelle gebracht werden.
Die letzte Motordraisine Klv 12 wurde 1997 bei der DB ausgemustert.
Aufgrund der robusten Konstruktion und des einfachen Aufbaues lassen sich die Klv mit geringem Aufwand unterhalten, so dass mehrere Dutzend von ihnen heute noch bei Museumsbahnen im Einsatz sind.